# Soldier (Iggy Pop)
Soldier è un album studio del 1980 di Iggy Pop. Questo è il quarto album di Iggy Pop come solista.
Nel 2000 è stata stampata una versione rimasterizzata su CD dalla Buddha Records contenente due tracce inedite.

## Tracce
1. Loco Mosquito - 3:13
2. Ambition - 3:25
3. Knocking 'Em Down (In the City) - 3:20
4. Play It Safe - 3:05
5. Get Up and Get Out - 2:43
6. Mr. Dynamite - 4:17
7. Dog Food - 1:47
8. I Need More - 4:02
9. Take Care of Me - 3:25
10. I'm a Conservative - 3:55
11. I Snub You - 3:07
12. Low Life - 2:57[2]
13. Drop A Hook - 4:25[2]

## Formazione
- Iggy Pop - voce
- Glen Matlock - basso, cori
- Ivan Kral - chitarra, tastiere
- Klaus Kruger - batteria
- Steve New - chitarra
- Barry Andrews - tastiere
- Simple Minds - seconda voce in Play It Safe
- David Bowie - seconda voce in Play It Safe
- Henry McGroggan - seconda voce in Loco Mosquito